# Ековил (Калвадос)
Ековил (фр. Escoville) насеље је и општина у северној Француској у региону Доња Нормандија, у департману Калвадос која припада префектури Кан.
По подацима из 2011. године у општини је живело 723 становника, а густина насељености је износила 139,58 становника/km². Општина се простире на површини од 5,18 km². Налази се на средњој надморској висини од 63 метара (максималној 42 m, а минималној 13 m).

## Демографија
| 1962. | 1968. | 1975. | 1982. | 1990. | 1999. | 2011. |
| ----- | ----- | ----- | ----- | ----- | ----- | ----- |
| 321   | 417   | 460   | 438   | 623   | 626   | 723   |

График промене броја становника у току последњих година